# Aeroportul Internațional Bangor
Aeroportul Internațional Bangor (IATA: BGR, ICAO: KBGR, FAA LID: BGR) este un aeroport din Maine, Statele Unite ale Americii ce deservește zona Bangor⁠(d). Aeroportul a fost tranzitat în 2023 de 689.000 de pasageri. A fost deschis în 1927 și numit după zona deservită.
Situat la o altitudine de 59 m, aeroportul dispune de 1 pistă.

## Infrastructură

### Piste
Aeroportul dispune de o singură pistă. Pista 15/33 are suprafața de asfalt și dimensiunile 11.440 picioare × 200 picioare. 